# Shandon
Gli Shandon sono un gruppo italiano ska core e punk rock formatosi nel 1994, sciolto nel 2006 e riformatosi nel 2012.
A gennaio 2012 si sono riuniti per un tour che si è concluso a Osnago il 7 settembre 2012. Il 20 novembre 2015 viene annunciata la riunione ufficiale della band sul proprio sito Internet.

## Storia
Nel 1994 il gruppo fa uscire il demo Punk.Billy.Ska.Core, e nel 1997 viene prodotto dalla casa discografica indipendente T.V.O.R. on vinyl il loro primo disco Skamobile. La popolarità del gruppo cresce all'interno del panorama underground italiano con la pubblicazione, nel 1999, dell'album Nice Try e con il conseguente tour sia in Italia, dove fanno da spalla a band quali Rancid e The Offspring, che all'estero.
Nel 2000 viene pubblicato il loro terzo album Fetish al quale segue un'intensa attività live in tutta Europa. L'album fetish viene distribuito anche in una seconda versione, contenente 3 bonus tracks.
È da questo album che viene estratta la traccia "Placebo Effect" primo video musicale della band, seguito dal video "Janet".
Nel 2001, il primo album Skamobile, i due demo Shandon e Punk.Billy.Ska.Core (autoprodotti solo in cassetta), il 7" Due gusti due baci e i pezzi pubblicati solo su compilation vengono uniti nel doppio CD Punk.Billy.Ska.Core.
Ad inizio 2002 esce il quarto album, Not So Happy to Be Sad seguito da una split competition con la band tedesca Headlong. Dal quarto album vengono realizzati 3 video ufficiali: Evoluzione, Legacy e My friends.
Il 2004 è l'anno di uscita dell'ultimo disco della band, SixtyNine. Uscito in due versioni (una versione limitata in digipack con alcuni brani inediti stampata in poche copie), è l'album della maturità della band con sonorità più viranti al rock che allo ska-core. Da quest'ultimo album viene estratta la traccia "Viola", dalla quale viene realizzato il video, distribuita anche in versione speciale inglese sotto il titolo "A cure". Ultimo video ufficiale dall'album SixtyNine è "Time".
Prima del loro annuncio ufficiale di scioglimento viene pubblicato un doppio DVD (contenente i video del gruppo e un live) e un CD live, Best Wishes! Live at Rolling Stone.
Durante i dieci anni di vita la band ha subito diversi cambiamenti di formazione: gli unici due membri che restano fissi dalla formazione allo scioglimento del gruppo sono Oliviero "Olly" Riva (chitarra e voce) e Andrea Castelli (basso e seconda voce).
Gli Shandon pur ottenendo un discreto successo anche commerciale, sono stati punto di riferimento della musica indipendente a cavallo tra gli anni '90 e i primi Duemila, realizzando 5 album e innumerevoli EP sempre grazie alla "autoproduzione" e l'appoggio di una piccola etichetta indipendente "Ammonia Records".
Nel 2001 nasce il gruppo Melloncek, dove suonano Andrea e Matteo (Teo). Nel 2004, dopo il loro scioglimento è stato formato il gruppo The Fire da Olly e dai componenti dei Madbones e il gruppo Corni Petar da Marco Rossi.
Recentemente Olly ha partecipato al progetto Rezophonic, una proposta discografica con scopo umanitario, con il pezzo Can You Hear Me? cantato insieme a Cristina Scabbia dei Lacuna Coil.
Il gruppo si scioglie ufficialmente il 13 febbraio 2006, per poi tornare in attività dal 2015, prima con una reunion, poi in modo stabile.

## Reunion Tour
A dicembre 2011 tornano sul palco insieme in occasione del compleanno di Rock TV presso l'Alcatraz di Milano, suonando 3 canzoni del loro vecchio repertorio (Janet, Noir e P.N.X.) e ufficializzando il ritorno del gruppo nella scena musicale italiana, con un ultimo tour nazionale a partire dal gennaio 2012. In contemporanea a questo tour nel febbraio 2012 esce il doppio cd The Best of - The Rest of, mentre il 13 aprile 2012 viene pubblicato via web il video ufficiale della canzone "Noir" tratto dal quarto disco del gruppo Not So Happy to Be Sad del 2002.
Alla fine del 2012 viene lanciato con successo il progetto crowdfunding per la realizzazione di un DVD con le immagini e, soprattutto, i suoni dell'ultimo concerto tenutosi il 7 settembre 2012 ad Osnago.
Il 20 novembre 2015 dal proprio sito ufficiale la band annuncia una nuova riunione prevista per gennaio 2016. In allegato al comunicato, viene postata su Soundcloud una cover registrata dal gruppo del pezzo "Locked Out of Heaven" di Bruno Mars.

## Membri
- Olly - chitarra e voce
- Andrea Massaroni - Chitarra e tastiere [nuova formazione 2016]
- Willy Nicastro - Basso [nuova formazione 2016]
- Max Finazzi - trombone (fino a Not So Happy to Be Sad e nella nuova formazione 2016)
- Iasko - Tromba e tastiere [nuova formazione 2016]
- Marcello Aloe - Sax Tenore [nuova formazione 2016]
- Alecs Mansi - Batteria [nuova formazione 2016]
- Marco Rossi - chitarra
- Andrea Castelli - basso e seconda voce
- Alberto Bollettieri - trombone e tastiere
- Fabio Buonarota "Lo splendido" - tromba
- Walter Guabello - batteria (2000-2004)
- Pedro Gianpiero Quartarone - tromba (fino a Not So Happy to Be Sad)
- Teo Noviello - batteria (fino a Fetish)
- Marco "Cic" Gravellini - chitarra (fino a Nice Try)
- Matteo "Accio" Lucarelli - tromba (solo su Skamobile)
- Nicolas Gerino Flores (Chitarrista nella prima formazione)
- Stefano Mornata (Batterista nella prima formazione)
- Fabio Giliberto (Cantante e Chitarrista nella prima formazione)

## Discografia
Album in studio
- 1997 - Skamobile
- 1998 - Nice Try
- 2000 - Fetish
- 2001 - Punk.billy.ska.core
- 2002 - Not So Happy to Be Sad
- 2004 - SixtyNine
- 2016 - Back on Board
- 2019 - Il segreto
- 2025 - Social Suicide

Raccolte
- 2012 - The Best of - The Rest of

Live
- 2004 - Live at Rolling Stone (Milano, 1/4/04)

EP
- 1997 - Due gusti due baci
- 2001 - Janet
- 2002 - Evoluzione
- 2002 - Legacy
- 2004 - Viola

Altro
- 2002 - Split Competition Vol. 1

## Videografia
- 2000 - Placebo effect
- 2001 - Janet
- 2002 - Evoluzione
- 2002 - Legacy
- 2003 - My friends
- 2004 - Viola
- 2005 - Time
- 2012 - Noir

DVD
- 2004 - Best Wishes! Being Shandon for ten years
- 2013 - Bye Bye Show